# 梶井義承
義承（ぎしょう）または梶井 義承（かじい ぎしょう）は、室町時代の僧。足利将軍家の一族であり、父は室町幕府第3代将軍・足利義満。母は側室の藤原誠子。同第4代将軍・足利義持と同第6代将軍・足利義教の異母弟にあたる。

## 生涯
応永19年（1412年）3月、梶井門跡に入室得度する。義持が死去すると、他の兄弟ら義円（のちの足利義教）や大覚寺義昭、相国寺永隆と共に義持後継者の1人として推挙された。
永享7年（1435年）に天台座主となった。嘉吉元年（1441年）6月に嘉吉の乱で異母兄の将軍・義教が死去したため、幕府から赤松満祐や他の野心家などに擁立される事を恐れて尊満ら他の兄弟と共に鹿苑院に身柄を移された。義教の跡を継いだ将軍・足利義勝が幼少のため、幕府からその後見人として擁されたが、8月に准三后の宣下を受けて門跡に還った。
応仁元年（1467年）、応仁の乱が起こると戦乱を避けるために大原の来迎院に移ったが、10月18日に死去した。享年62。
生母の藤原誠子は義満の同母弟・足利満詮の正室だった後に義満の側室になって義承を産んでいるため、満詮と誠子の子である地蔵院持円らと義承は異父兄弟となる。